# 2024年夏季奥林匹克运动会南苏丹代表团
2024年夏季奥林匹克运动会南苏丹代表团是南苏丹所派出的第33届夏季奥林匹克运动会代表团。这是该国历史上第三次参加夏季奥运。
凭借男子篮球队获得奥运资格，南苏丹得以在该届奥运派出独立后最大规模的阵容参赛。最终该国共计派出14名运动员参加2个大项的比赛，这是该国历史上首次在田径以外的大项上获得资格。南苏丹在开幕式期间被排在第173位，与斯里兰卡和瑞典共乘同一艘游船进场。篮球运动员Kuany Kuany和田径运动员Lucia Moris担任开幕式旗手。另一名田径运动员亞伯拉罕·蓋姆则担任闭幕式旗手。
在南苏丹男子篮球队小组赛首场对阵波多黎各的比赛开始前，主办方一度错误播放苏丹国歌，引起现场观众发出嘘声，不久后主办方中断播放，换成南苏丹国歌，观众报以欢呼声。事后巴黎2024年奥运会与残奥会组织委员会发表声明，对此次人为错误向南苏丹队及其球迷致以最诚挚的歉意，并表示其充分理解这一
错误的严重性。

## 田径
南苏丹有两名田径选手获外卡邀请，得以参加奥运。两人都是第二次参加奥运。
注
- 径赛运动员的预赛、第一轮、复活赛和半决赛排名是该运动员所在小组的排名，而非总排名
- 田赛以及全能项目田赛部分的所有成绩均以（m）为单位
- Q = 直接晋级至下一轮
- q = 径赛：因在所有未直接晋级选手中成绩靠前而获得剩下的晋级名额；田赛：未达到晋级标准成绩但总排名靠前
- R = 进入复活赛

径赛和公路赛
| 运动员        | 项目        | 预赛   | 预赛   | 第一轮     | 第一轮 | 复活赛  | 复活赛 | 半决赛 | 半决赛 | 决赛   | 决赛   |
| 运动员        | 项目        | 成绩   | 排名   | 成绩       | 排名   | 成绩    | 排名   | 成绩   | 排名   | 成绩   | 排名   |
| ------------- | ----------- | ------ | ------ | ---------- | ------ | ------- | ------ | ------ | ------ | ------ | ------ |
| 亞伯拉罕·蓋姆 | 男子800公尺 | 不適用 | 不適用 | 1:48.74 PB | 9 R    | 1:49.45 | 8      | 未晋级 | 未晋级 | 未晋级 | 未晋级 |
| Lucia Moris   | 女子100公尺 | DNF    | DNF    | 未晋级     | 未晋级 | 未晋级  | 未晋级 | 未晋级 | 未晋级 | 未晋级 | 未晋级 |

## 篮球

### 五人制

#### 男子赛事
南苏丹国家男子篮球队凭借2023年世界杯篮球赛排名最高的非洲队伍身份获得奥运参赛资格，这是该国历史上首次获得集体项目的奥运资格。
队员名单
南苏丹奥运男子篮球队的最终名单于2024年7月24日公布。
- 卡里克·琼斯
- 努尼·奧莫特
- 卡曼·馬魯阿奇
- Bul Kuol
- Kuany Kuany（C）
- 韦尼恩·加布里埃尔
- JT·索爾
- 马里亚尔·沙约克
- Jackson Makoi
- Majok Deng
- Peter Jok
- Sunday Dech

注
- Q = 直接晋级至淘汰赛
- q = 以最佳小组第三名身份晋级至淘汰赛

| 队伍   | 项目 | 小组赛              | 小组赛           | 小组赛              | 小组赛 |           | 半决赛    | 决赛/铜牌赛 | 决赛/铜牌赛 |
| 队伍   | 项目 | 对手 比分           | 对手 比分        | 对手 比分           | 排名   | 对手 比分 | 对手 比分 | 对手 比分   | 排名        |
| ------ | ---- | ------------------- | ---------------- | ------------------- | ------ | --------- | --------- | ----------- | ----------- |
| 南蘇丹 | 男子 | 波多黎各 · 胜 90–79 | 美国 · 负 86–103 | 塞爾維亞 · 负 85–96 | 3      | 未晋级    | 未晋级    | 未晋级      | 未晋级      |